# The New Millennium Girl
The New Millennium Girl è il secondo singolo discografico del cantante dance italiano Billy More, pubblicato nel 2000 dall'etichetta discografica Time.
Il singolo contiene una versione remix realizzata da Pulsedriver del primo successo del cantante, Up & Down (Don't Fall in Love with Me).

## Tracce
CD-Maxi (TIME 221)
1. The New Millennium Girl (Original Radio Mix) - 3:07
2. The New Millennium Girl (Original Extended Mix) - 5:04
3. The New Millennium Girl (Uncensored Extended Mix) - 5:19
4. Up & Down (Don't Fall in Love with Me) (Pulsedriver Remix) - 5:28

CD 12'' (TIME 221)
1. The New Millennium Girl (Original Extended Mix) - 5:04
2. The New Millennium Girl (Original Radio Mix) - 3:07
3. The New Millennium Girl (Uncensored Extended Mix) - 5:19
4. Up & Down (Don't Fall in Love with Me) (Pulsedriver Remix) - 5:28

## Classifiche
| Classifica (2001) | Posizione |
| ----------------- | --------- |
| Italia            | 36        |